# 上倉村
上倉村（あげくらむら）は、高知県長岡郡にあった村。現在の南国市の北端にあたる。

## 地理
- 山岳：高尻木山、笹ヶ峰
- 河川：穴内川

## 歴史
- 1889年（明治22年）4月1日 - 町村制の施行により、上倉村・中谷村・桑ノ川村・黒滝村・大改野村・奈路村・八饗村・白木谷村の区域をもって発足。旧黒滝村の一部に大字中ノ川を設置。
- 1956年（昭和31年）9月30日 - 後免町・瓶岩村・久礼田村・国府村・長岡村と合併し、改めて後免町が発足。同日上倉村廃止。